# Jutsk häst
Den jutska hästen är Danmarks egen och enda tunga hästras som fötts upp på Jylland sedan medeltiden. Rasen nämndes i skrift så tidigt som på 1100-talet. Idag föds den upp i mindre skala än förut då den inte behövs på samma sätt men man kan fortfarande se dem dra ölvagnar i större danska städer under speciella tillfällen. Rasens mest framträdande hingst är även förfader till det tyska kallblodet Schleswiger som är väldigt lik den jutska hästen.

## Historia
Det finns vissa bevis för att det fanns en föregångare till den jutska hästen redan på vikingatiden, som började på 800-talet. Anglosaxiska konstföremål visar avbildningar av vikingar till häst och dessa hästar är väldigt lika den jutska hästen. Det sägs även att vikingarna tog dessa hästar till England och skapade stammen för kallblodshästen Suffolk Punch som även den har ingått i utvecklingen av den moderna jutska hästen. 
Under medeltiden användes stora tunga jutska hästar som stridshästar. De var större och kraftigare än dagens jutska hästar då de behövde ha styrka nog att bära riddare och knektar med tung mundering och vapen. 
Under 1700-talet ville man dock förändra rasen då tiderna inte längre krävde en tung stridshäst utan folket ville ha en jordbrukshäst som var stark men ändå smidig. Man korsade hästarna med den danska varmblodshästen Frederiksborgare. Hästarna fick bättre aktion och blev mycket klenare i kroppen. Det rättade man till med Suffolk punchhästar från England. Speciellt en hingst vid namn Oppenheimer LXII blev viktig för den jutska hästen. Han importerades till Danmark på 1860-talet och han var en mörk fux som felaktigt hade blivit kallad en Shirehäst. Han lade grunden för den moderna jutska hästen. Hans avkomma, Oldrup Munkedal, räknades som den moderna jutska hästens mest framstående hingst. 
Under 1950-talet fanns det 405 stuterier i Danmark som födde upp jutska hästar och det fanns då 14 416 registrerade ston och 2 563 registrerade hingstar men idag är antalet betydligt lägre då jordbrukshästarna har ersatts med traktorer och maskiner.

## Egenskaper

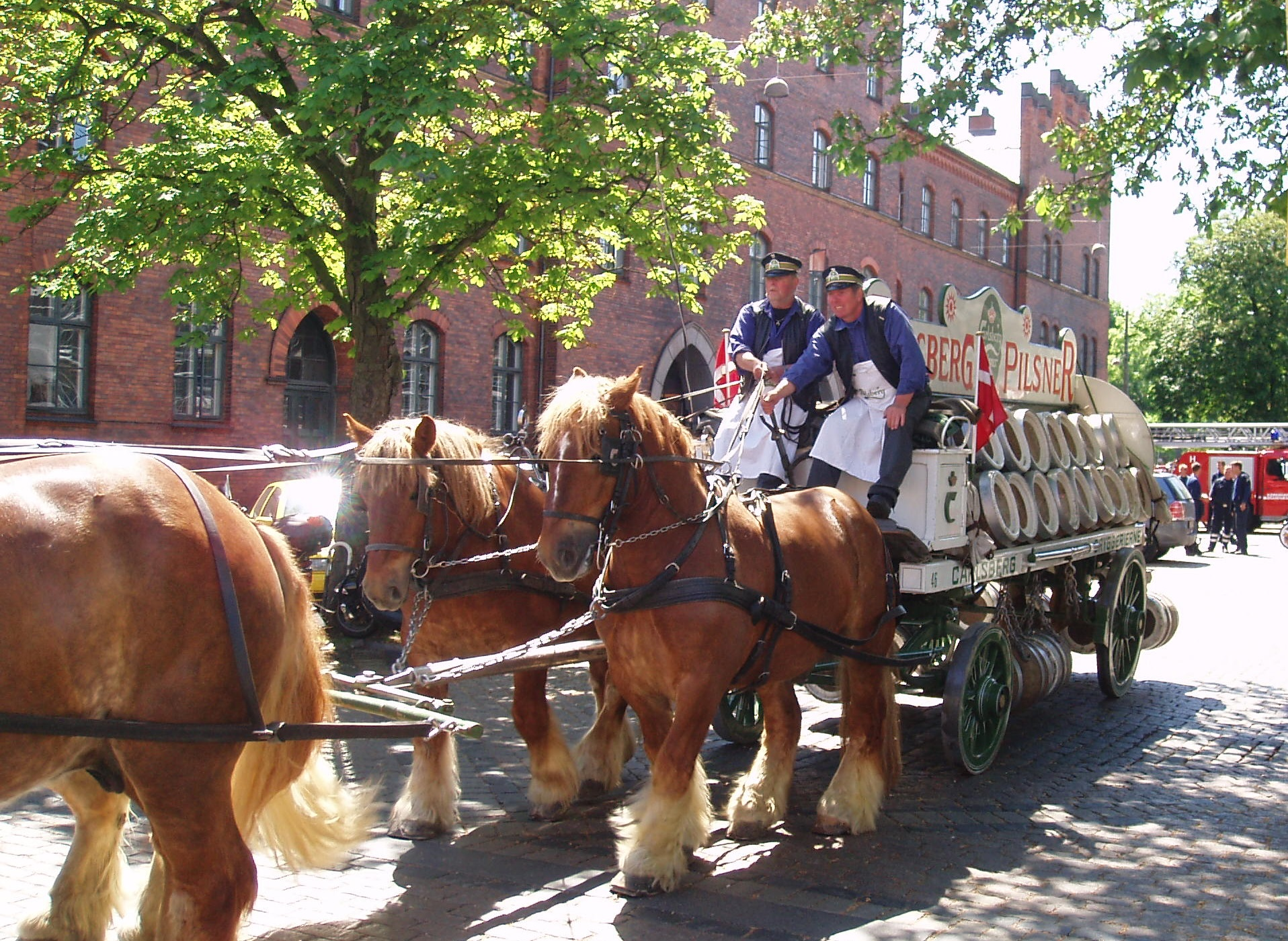
Jutska hästar som drar en ölvagn i Köpenhamn, Danmark

Den jutska hästen är en rund, kompakt och medelstor drag- och arbetshäst. Färgen är det mest karaktäristiska hos rasen, palominofärgen med gyllenbrun till mörkbrun kropp med lingul eller nästan vit man och svans. Huvudet är grovt med en fyrkantig mule. 
Rasen är dock uthållig, aktiv och arbetsvillig. Idag har rasen fortfarande ganska mycket hovskägg även om uppfödarna försöker föda upp exemplar med mindre hovskägg. Hästarna är lugna och snälla och i Danmark menar man att rasen är outtröttlig. 